# Jørn Henrik Petersen
Jørn Henrik Petersen (født 5. august 1944 i Nørresundby) er cand.oecon., ph.d., dr.phil. og professor samt leder af Center for Velfærdsstatsforskning ved Syddansk Universitet.
Petersen blev student fra Aalborg Katedralskole i 1963 og kandidat i nationaløkonomi fra Aarhus Universitet i 1968. Han blev amanuensis ved det daværende Odense Universitet i 1970 og fuldførte sin ph.d./lic.oecon. samme sted 1971 med en afhandling om de økonomiske aspekter af en centraldirigeret økonomi. I 1973 blev han afdelingsleder ved universitetet og i 1974 professor i socialvidenskab. Han fungerede i 1975-1976 som ekstern lektor for Roskilde Universitet. I 1985 blev han dr.phil. i historie med sin disputats om den danske alderdomslovgivnings oprindelse. Han blev i 2002 prorektor for Syddansk Universitet. Fra 1998 til 2004 var han ansvarlig for opbygningen af journalistuddannelsen og leder af Center for Journalistik ved Syddansk Universitet
Rækken af tillidshverv tæller bl.a. formandskabet for TV 2's bestyrelse fra 1988 til 1994, formand for Fyens Stiftstidendes bestyrelse 1980-1986 og igen 2001- og medlem af menighedsrådet i Odense Domsogn. Petersen har desuden været medlem af flere offentlige kommissioner og udvalg, bl.a. Socialkommissionen og Velfærdskommissionen. Den 11. februar 2011 blev han af kulturminister Per Stig Møller udpeget som medlem af Værdikommisionen.
Derudover er han en flittig foredragsholder både i Danmark og i udlandet.